# Fuentelisendo
Fuentelisendo – gmina w Hiszpanii, w prowincji Burgos, w Kastylii i León, o powierzchni 6,97 km². W 2011 roku gmina liczyła 107 mieszkańców.